# Щелкун
Щелку́н — село в Сысертском районе Свердловской области России. Входит в Сысертский муниципальный округ.
Ранее было центром Щелкунского сельсовета Сысертского района.
26 апреля 2012 года Щелкунская сельская администрация была упразднена.

## География
Село расположено на берегу Щелкунского озера, в 23 километрах к юго-юго-востоку от города Сысерти (по автодороге в 27 километрах), в непосредственной близости от границы с Челябинской областью. Вблизи села, в 5-6 километрах к западу, проходит автомагистраль Екатеринбург — Челябинск.

### Часовой пояс
Щелкун, как и вся Свердловская область, находится в часовой зоне МСК+2. Смещение применяемого времени относительно UTC составляет +5:00.

## Население
| 2002 | 2010  | 2021  |
| ---- | ----- | ----- |
| 3095 | ↘2938 | ↘2684 |

Структура
По данным Всероссийской переписи населения 2002 года, русские составляли 88 % от общего числа жителей Щелкуна, татары — 3 %. По данным переписи населения 2010 года, в селе проживали 1421 мужчина и 1517 женщин.

## Промышленность
- ППО СПК «Щелкунский»
- ООО СПК «АЛ-ТЕК»
- ООО «РПК»
- ООО «УРАЛ БК»
- ООО «СК-ГРУПП»
- КФХ Низамова
- КХ Кадникова И. А.
- КФХ Бондарева А.
- ПК «Багаряк»

## Известные уроженцы
- Денисов, Михаил Игнатьевич (1914—2001) — Герой Советского Союза.
- Крапивин, Аристарх Иванович (1909—1992) — Герой Советского Союза, государственный деятель.